# Beni Fouda
Beni Fouda (em árabe: بنى فودة) é uma comuna localizada na província de Sétif, Argélia. Sua população estimada em 2008 era de 17 667 habitantes.